# Britt van der Star
Britt van der Star is een Nederlands langebaanschaatsster. Zij is de zus van Sanne van der Star, die bekend is geworden in dezelfde sport. 
Tussen 2011–2013 nam ze deel aan de Nederlandse kampioenschappen afstanden op de 500 meter.

## Records

### Persoonlijke records[1]
| Afstand    | Tijd    | Datum            | Baan       |
| ---------- | ------- | ---------------- | ---------- |
| 500 meter  | 39,78   | 5 november 2010  | Heerenveen |
| 1000 meter | 1.22,78 | 3 oktober 2010   | Heerenveen |
| 1500 meter | 2.08,40 | 2 december 2008  | Heerenveen |
| 3000 meter | 4.43,85 | 14 december 2010 | Heerenveen |